# Vigna angularis
Vigna angularis, conhecida em português pelo nome comum de feijão-azuqui, é uma erva anual da família das Fabaceae, subfamília papilionoídea, com sementes vermelho-escuras ou roxas, alimentícias, nativa da China. É uma leguminosa muito popular no Japão, onde é usado em sua culinária. Também é amplamente cultivado no Himalaia e diferentes partes do leste da Ásia. No Brasil, ainda é pouco conhecido, mas vem ganhando espaço, sobretudo pelos colonos japoneses na região de São Paulo. O feijão azuki é uma cultura subtropical que requer temperaturas entre 15 e 30 ºC durante o ciclo, e tolera maiores taxas de precipitação que o feijão comum. 
Vigna angularis é rico em fibras dietéticas que ajudam a regular os níveis de açúcar e colesterol. Apresenta elevado teor de proteínas e minerais como cálcio, fósforo e magnésio, contendo também vitamina A, vitamina B9 e folato.
1. ↑  «Feijão-azuqui». Michaelis On-Line. Consultado em 21 de fevereiro de 2016